# 경술국적
경술국적(庚戌國賊)은 1910년 8월 대한제국에서 한일 병합 조약 체결에 찬성, 협조한 내각총리대신 이완용, 시종원경 윤덕영, 궁내부대신 민병석, 탁지부대신 고영희, 내부대신 박제순, 농상공부대신 조중응, 친위부장관 겸 시종무관장 이병무, 이완용의 처남인 승녕부총관 조민희 여덟 명의 친일파를 가리킨다.
이들은 모두 합방의 공을 인정받아 일본 정부로부터 귀족 작위를 받았으며, 2002년 민족정기를 세우는 국회의원모임과 광복회가 공동 발표한 친일파 708인 명단과 2008년 민족문제연구소에서 친일인명사전에 수록하기 위해 정리한 친일인명사전 수록예정자 명단에 전원 선정되었다.

## 명단
| 성명            | 성명 | 생몰연대 (당시 나이) | 당시 직위                | 이후 경력                                                 |
| --------------- | ---- | -------------------- | ------------------------ | --------------------------------------------------------- |
| 이완용 (李完用) |      | 1858년~1926년 (52세) | 내각총리대신             | 후작, 조선총독부 중추원 고문 겸 부의장                    |
| 윤덕영 (尹德榮) |      | 1873년~1940년 (37세) | 시종원경                 | 자작, 조선총독부 중추원 부의장, 일본 제국의회 귀족원 의원 |
| 민병석 (閔丙奭) |      | 1858년~1940년 (52세) | 궁내부대신               | 자작, 조선총독부 중추원 고문                              |
| 고영희 (高永喜) |      | 1849년~1916년 (61세) | 탁지부대신               | 자작, 조선총독부 중추원 고문                              |
| 박제순 (朴齊純) |      | 1858년~1916년 (52세) | 외부대신                 | 자작, 조선총독부 중추원 고문                              |
| 조중응 (趙重應) |      | 1860년~1919년 (50세) | 법부대신                 | 자작, 조선총독부 중추원 고문                              |
| 이병무 (李秉武) |      | 1864년~1926년 (46세) | 친위부장관 겸 시종무관장 | 자작                                                      |
| 조민희 (趙民熙) |      | 1859년~1931년 (51세) | 승녕부총관               | 자작, 조선총독부 중추원 고문                              |

## 같이 보기
- 친일파
- 을사오적
- 정미칠적